# Yu-Gi-Oh! 5D’s
Yu-Gi-Oh! 5D’s (jap. 遊☆戯☆王5D's, Yū-Gi-Ō Faibu Dīzu) ist die dritte Serie mit dem Sammelkartenspiel Yu-Gi-Oh! als thematisches Vorbild. Die Serie wurde Ende Februar 2008 angekündigt. Mit der japanischen Fernsehpremiere am 2. April 2008 übernahm die Serie den Sendeplatz der Vorläuferserie Yu-Gi-Oh! GX, schließt aber inhaltlich weder an diese noch an die Originalserie an.
Zur Serie, die in HDTV produziert wird, erschienen bereits im September 2008 ein erstes Starterpack und ein Boosterpack für das Yu-Gi-Oh!-Sammelkartenspiel in Deutschland, in dem neue in der Serie vorkommende Karten enthalten sind.

## Inhalt
Im Jahr 2021, nach den Ereignissen der vorhergehenden Serien, werden in der Stadt New Domino City und den umliegenden slumartigen Vororten – Satellite genannt – Duelle hauptsächlich auf Motorrädern, sogenannten D-Wheels, ausgetragen. Unter den Bewohnern dieser Stadt sind diese Duelle ein sportliches Ereignis, das hauptsächlich in der Arena zwischen zwei Duellanten ausgetragen werden, während sich die Duellanten in den Vororten hauptsächlich mit der Polizei oder anderen Rivalen duellieren, um etwa Streitigkeiten auszutragen.

### Duel Fortune Cup
Der 18-jährige Yusei Fudo macht sich mit seinem D-Wheel auf nach New Domino City, um dort seinen ehemaligen Freund Jack Atlas herauszufordern. Auf dem Weg dorthin muss er sich mehrmals gegen Trudge behaupten, einem Mitglied der öffentlichen Sicherheitsbehörde (Sicherheitsdienst), der ihn gefangen nehmen will. Yusei gewinnt aber jedes Mal und kommt schließlich nach New Domino City und fordert Jack zum Duell heraus. Durch den Zusammenstoß der beiden Drachenkarten der beiden Kontrahenten erscheint der legendäre „Feuerrote Drache“, durch den Yusei und Jack Drachenmale auf ihrem Armen einsigniert bekommen. Yusei gewinnt, wird aber von Sicherheitsleuten in ein Gefangenenlager gebracht. Dort lernt er Yanagi und Tanner kennen, die ihm bei der Flucht helfen. Durch einen Freund von Tanner, Blister, bekommt Yusei sein D-Wheel und sein Deck wieder. Jedoch wird er wieder von Trudge herausgefordert. Trudge verliert, aber Yusei erleidet einen kleinen Motorradunfall und wird von den Zwillingen Luna und Leo gepflegt. Er geht mit den Zwillingen, Yanagi und Tanner zum „Duel Fortune Cup“ weil er dazu gezwungen wird, ansonsten werde man seine Freunde in Satellite nicht freilassen. Im Turnier hat er die Möglichkeit, sich gegen Jack zu duellieren. Zudem lernen Yusei und seine Freunde die sonderliche Akiza, die auch ein Drachenmal hat, kennen. In einem Duell stellt sich heraus, dass auch Luna eine „Auserwählte“ ist. Im entscheidenden Finale zwischen Yusei und Jack erscheint der Feuerrote Drache wieder und lässt die beiden in einer anderen Dimension kämpfen, wo sie und die anderen Auserwählten die Zukunft von Satellite sehen können. Yusei gewinnt knapp und ist der neue Duellkönig.

### Finstere Auserwählte
Eine geheimnisvolle Gruppe, die sich „Finstere Auserwählte“ nennen, mit ähnlichen Malen wie die normalen Auserwählten, versuchen die Einwohner von Satellite zu manipulieren. Yusei versucht die Vorahnung, dass Satellite durch große, spinnenförmige Nazca-Linien zerstört wird, nicht wahr werden zu lassen. Er trifft in Satellite seine alten Freunde Crow und Kalin wieder, aber Kalin ist ein Finsterer Auserwählter geworden. Yusei wird von ihm in einem Turbo-Duell besiegt. Carly, eine Reporterin, die Jack nach dem Duell mit Yusei geholfen hatte, wird ungewollt zu einer Finsteren Auserwählten und besiegt Sayer im Duell. Akiza Izinski wird in ein Duell mit Misty, einem Fashion-Model, verwickelt. Während des Duells sieht Akiza Sayer in die Tiefe fallen. Sie ist geschockt und schreit nach ihm. Carly ist inzwischen wieder „normal“ geworden und kann sich an kaum etwas erinnern. Das Duell von Akiza wurde durch den Zerfall der Arcadia-Bewegung unterbrochen. Die Finsteren Auserwählten sind die Auserwählten der Erdgebundenen Unsterblichen. Rex Goodwin, Leiter von Yliaster, erzählt Yusei und seinen Freunden über die Geschichte der Auserwählten. Währenddessen duelliert Crow sich mit Lazar, dem Anhänger von Goodwin, welches aber unterbrochen wird. Später fliegen Yusei und seine Freunde mit Trudge und Mina nach Satellite. Dort treffen sie Martha, die Ziehmutter von Yusei, Jack und Crow. Neben ihr sind auch noch viele Waisenkinder und Blister. Abends taucht Roman, der Kopf der Finsteren Auserwählten, aus heiteren Himmel auf und fordert Yusei zum Duell heraus. Aber dieser Roman ist nicht er selbst, sondern Rally, den er als „Köder“ genommen hat. Damit Yusei nicht verliert, zerstört Rally den Erdgebunden und verliert das Duell. Am Ende des Duells treffen auch die anderen Finsteren Auserwählten ein und sagen Yusei und seinen Freunden den Kampf an. Mittlerweile ist Luna in die Duellgeister-Welt transportiert worden, um dort ihren legendären Drachen zu befreien. Währenddessen duelliert sich Leo anstelle von Luna mit dem Finsteren Auserwählten Devack, um seine Schwester zu beschützen. Luna ist es inzwischen gelungen, ihren Drachen zu befreien und in die reale Welt zurückzukehren. Dort übernimmt sie das Duell ihres Bruders und schafft es, mit seiner Hilfe und dem antiken Feendrachen Devack und seinen Erdgebundenen Unsterblichen zu besiegen. Mittlerweile ist auch Crow wieder aufgetaucht, der sich mit dem neuen Finsteren-Auserwählten-Mitglied Greiger, der von Yusei im Duel Fortune Cup besiegt wurde, in einem Motorrad-Duell messen möchte. Die beiden fahren ein hartes Duell ohne Autopilot, Greiger und sein Erdgebundener Unsterblicher werden aber trotzdem von Crow besiegt. Darauf treten Yusei und Kalin wieder in einem Turbo-Duell gegeneinander an. Unter Tränen schafft es Yusei, ihn zu besiegen. Yusei tritt nochmal gegen Roman im Duell an. Während des Duells enthüllt er, dass er einst, vor 17 Jahren, der Fünfte Auserwählte war, bevor er sich aufgrund der Macht des Finsteren Auserwählten den Arm abhackte. Diesen Arm gab er seinem Bruder Rex weiter. Yusei besiegt Roman, der durch eine Explosion verursacht, dass Yusei in eine Schlucht fällt. Carly taucht inzwischen wieder auf und fordert Jack zum Turbo-Duell auf. Dieser möchte sich ungern mit ihr duellieren, da er weiß, dass jeder Finstere Auserwählte nach einem verlorenen Duell endgültig stirbt. Er versucht sie zur Vernunft zu bringen und offenbart ihr, während des Duells, seine Gefühle für sie. Während des Duells stellt sich heraus, dass Yusei den Sturz überlebt hat. Dadurch, dass Carly ihren eigenen Angriff auf sich richtet, verliert sie absichtlich das Duell und bei der Umarmung mit Jack, sagt sie ihm, dass sie ihn liebt. Jetzt duellieren Misty und Akiza sich erneut. Auf einmal taucht Sayer wieder auf, weil Carly besiegt wurde und deswegen alle von ihr in die Dunkelheit verfrachteten wieder zurückkehrten. Er erzählt Yusei, dass er für den Tod von Mistys Bruder verantwortlich ist. Durch einen Trick von Yusei hat Misty alles gehört und tötet Sayer mit ihrem Erdgebundenen Unsterblichen. Sie hat keinen Groll mehr auf Akiza und verliert das Duell. Nun treten Yusei, Jack und Crow in einem außergewöhnlichen Turbo-Duell gegen Rex, der sich als Finsterer Auserwählter rausstellt, an. Die drei haben schwer zu kämpfen; als Rex dann noch den stärksten Erdgebundenen Unsterblichen beschwört, verlieren Crow und Jack. Nun muss Yusei alleine gegen Rex kämpfen. Doch mit Hilfe des Feuerroten Drachen schafft er es. Rex ist besiegt. Er und sein Bruder sehen ihre Fehler ein; es werden alle toten Finsteren Auserwählten – jedoch ohne Erinnerungen ans Leben als Finstere Auserwählte – wiederbelebt, außer er und Roman. Als Dank für die Mithilfe in diesem schweren Kampf wird Crow vom Feuerroten Drachen zum Fünften Auserwählten gemacht. Inzwischen ist New Domino City auch mit Satellite durch eine Brücke verbunden. Yusei, Jack und Crow fahren auf der Brücke einer neuen Zukunft voraus. Rex Goodwin ist der Bruder von Roman und ist der stärkste der sechs Finsteren Auserwählten.

### Vor dem Turbo-Duell Grand Prix
Sechs Monate nach dem Kampf gegen die Finsteren Auserwählten sind New Domino und Satellite miteinander verbunden, es gibt keinen Unterschied mehr zwischen den beiden Städten. Eine mysteriöse Steinplatte stürzt in ein Waldgebiet ab, und wenig später treffen auch drei Robenträger – Primo, Lester und Jacob – ein, Mitglieder von Yliaster, welche den später eingetroffenen Lazar sagen, sie seien nun seine neuen Vorgesetzten (er ist auch Mitglied). Es gibt eine neue Feldzauberkarte, „Tempo-Welt 2“, die nun bei Turbo-Duellen gespielt werden muss. Der mysteriöse Duellant Ghost tritt gegen Trudge an. Dieser verliert und wird durch die Explosion seines D-Wheels, aufgrund Ghosts Schuld, ins Krankenhaus eingeliefert. Später tritt Yusei gegen Ghost an. Yusei gewinnt. Er, Jack und Crow stellen fest, dass er nur ein Roboter war. Nach mehreren kleinen Duellen von Yusei und seinen Freunden wird dieser von einem Konkurrenz-Team des „Turbo-Duell Grand Prix“, der demnächst stattfindet, entführt. Er wird von der mysteriösen Turbo-Duellantin Sherry gerettet und gleichzeitig zum Turbo-Duell herausgefordert. Ihr Ziel ist es, Yusei in ihrem Team zu haben. Akiza befindet sich während des Turbo-Duells auf Yuseis D-Wheel und beobachtet voller Spannung diese Art des Duellierens. Durch das Eingreifen vom gegnerischen Turbo-Duell Grand Prix-Team endet das Duell aber mit einem patt. Jetzt versucht sich Yusei im Turbo-Duell mit Synchrobeschwörung gegen den maskierten Turbo-Duellant Vizor. Dieser zeigt ihm die neue „Schnell-Synchro-Beschwörung“, verliert aber absichtlich. Fasziniert von den Turbo-Duellen von Yusei und seinen Freunden will Akiza nun auch eine Turbo-Duellantin werden, macht deshalb den Führerschein um ein D-Wheel fahren zu können. Sie tritt bei der Führerscheinprüfung gegen Trudge an und gewinnt. Später treten Leo und Luna mit D-Boards in einem Turbo-Duell gegen Lester an, das sie aber verlieren. Yusei und seine Freunde lernen Bruno kennen, der ähnliche technische Fähigkeiten wie Yusei besitzt. Lazar stiehlt das Programm, an dem Yusei und Bruno für den Grand Prix gearbeitet haben. Yusei, Jack, Crow und Bruno verfolgen ihn, werden dann aber in eine Lagerhalle gesperrt, wo Yusei gegen einen Duellroboter antritt und gewinnt. Sie konnten noch rechtzeitig vor der Explosion flüchten. Etwas später trifft Yusei Kalin in Crashtown wieder, doch er benimmt sich komisch. Nun duellieren sich die beiden erneut. Yusei kann ihn zwar schlagen, doch durch ein Verrat werden die beiden in die Mine gesperrt. Sie versuchen zu fliehen, doch Lawton stellt sie und fordert Yusei zu einem Turbo-Duell heraus. Durch einen hinterhältigen Trick von Lawton wird das Duell abgebrochen. In Crashtown stellen sich nun Yusei und Kalin in einem Tag-Duell erneut gegen Lawton. Während es kurz vor Lawtons Niederlage erscheint, treffen Jack, Crow und die Polizei aus New Domino City ein, um die Bewohner aus Crashtown vor ihm zu retten. Lawton sieht seine Chance und flieht. Kalin kann ihn aber stellen und besiegt ihn letztendlich. Yusei, Jack und Crow reisen wieder nachhause, während Kalin in Crashtown bleiben möchte. In einem Turbo-Duell gegen Bolton, mit dem Crow noch eine Rechnung offen hat, offenbart sich der Schwarz Geflügelte Drache, mit dem Crow das Duell gewinnt.

### Turbo-Duell Grand Prix
Der Grand Prix beginnt, Crow allerdings kann vorerst nicht teilnehmen, weil er sich beim Training verletzt hat. An seine Stelle tritt nun Akiza zusammen mit Yusei und Jack gegen Team Unicorn aus Spanien an. Jack und Akiza haben Andre unterschätzt und verlieren beide gegen ihn; nun liegt es an Yusei, das gesamte Team zu schlagen. Mit viel Mühe schafft er es, Andre, Breo und Jean zu besiegen. Durch einen Unfall ist nun Akiza verletzt; Crow springt für sie ein und tritt gegen Hermann vom Team Catastrophe aus Deutschland an. Crow kann gegen Hermann gewinnen. Als Nächstes duellieren sich Nicolas und Jack; das Duell kann Jack trotz einer Finsteren Karte von Nicolas, sehr schnell gewinnen. Durch den Crash von Nicolas’ D-Wheel, hat Team Catastrophe automatisch verloren. Inzwischen schickt Primo eine Armee von Ghosts los, welche alle gegen Yusei, Jack, Sherry, Elsworth und Kaz, in einem Turbo-Duell Battle Royal, antreten. Sherry und Elsworth verlieren. Aus dem Nichts taucht Bruno auf, der sich als Vizor herausstellt. Mit seiner Hilfe schlägt Yusei die restlichen Ghosts. Kurz darauf erscheint Primo, der Bruno zum Turbo-Duell fordert. Nach kurzer Zeit unterbricht Primo das Duell und wendet sich Yusei zu. Mit der Schnell-Synchro-Beschwörung des Sternschnuppendrachen schafft es Yusei, Primo zu besiegen. Am Ende des Duells treffen auch Lester und Jacob ein, welche sich Yusei, Jack und Crow vorstellen. Sherry und Elsworth greifen die beiden an, haben jedoch keine Chance. Später duelliert sich Jack in Nazca mit den Diener des Feuerroten Teufels, um die Synchro-Beschwörung des Roten Novadrachen zu meistern. Mit ihm schlägt er den Diener. Yusei, Bruno und Sherry begeben sich zum Momentum Express, einem modernen Gebäudekomplex, um mehr über Yliaster zu erfahren. Dort werden sie in eine Falle gelockt und in ein Wurmloch gefangen, aus dem nur Yusei und Bruno entkommen können. Mittlerweile geht der Grand Prix weiter, Jack tritt gegen Yoshizo vom Team Taiyo aus Japan an. Jack gewinnt, verliert allerdings gegen Jinbei. Dieser wird von Crow geschlagen, Crow aber vom Teamführer Taro. Yusei schafft es mit einer Schnell-Synchro, das Team endgültig zu schlagen. Team 5D’s nächster Gegner ist Team Ragnarok aus Norwegen. Alle Mitglieder besitzen je eine starke Polargottheit. Jack begleicht eine alte Rechnung mit Dragan und gewinnt das erste Duell. Dragans Polargottheit setzt Jack allerdings so schwer zu, dass Brave leichtes Spiel hat und das nächste Duell gewinnt. Nun tritt Crow als nächster Wheeler an. Er wird in die Ecke gedrängt und muss sich nun gegen zwei Polargottheiten durchsetzen. Es kommt zu einem Unentschieden; Brave und Crow verlieren. Als letztes treten Harald und Yusei an. Harald ruft als erstes die dritte Polargottheit auf das Feld. Mit der Schnell-Synchro des Sternschnuppendrachen schafft Yusei es, alle drei Polargottheiten zu schlagen und über Team Ragnarok zu triumphieren. Im Finale des Grand Prix tritt Team 5D’s nun gegen Team New World, bestehend aus Primo, Jacob und Lester, an. Jack besiegt Lester und Primo ohne große Schwierigkeiten, doch er verliert gegen Jacob. Nun duelliert sich Crow mit ihm. Doch auch er hat keine Chance gegen Jacob, hinterlässt allerdings für Yusei seinen schwarzgeflügelten Drachen. Yusei tritt gegen Jacob an. Während des Duells erzählt er, dass er, Primo und Lester aus einer Zukunft kommen, in der die Welt durch Synchro-Beschwörungen total zerstört wurde. Im späteren Verlauf des Duells fusionieren Jacob, Primo und Lester zu Aporia. Das Duell wird in New Domino City fortgesetzt. Mit Hilfe von Jacks und Crows Drachen, schafft es Yusei, Aporia zu besiegen. Team 5D’s sind die neuen Champions. Doch wie aus dem Nichts taucht die seltsame „Ark Cradle“ auf, die auf die Stadt zu stürzen droht. Es handelt sich dabei um New Domino City in der Zukunft. Alle evakuieren sofort die Stadt.

### Ark Cradle
Innerhalb der Ark Cradle befinden sich Sherry und Z-one. Sherry rät Yusei, die Ark Cradle nicht zu betreten, denn sonst würde er sterben. Entgegen dieser Warnung betreten Yusei, Jack, Crow, Akiza, Leo, Luna und Bruno (in Form von Vizor) mithilfe von Team Ragnarok das seltsame Gebilde über New Domino City, wobei Akiza in die Tiefe stürzt. Oben angekommen fallen sie plötzlich in ein dunkles schwarzes Loch.
Glücklicherweise landen alle auf eine von drei Plattformen, die sich innerhalb des Ark Cradles befinden. Sie teilen sich in drei Gruppen auf. Jede Gruppe versucht einen Antrieb zu stoppen, damit keine negative Ener-D des Hauptantriebs mehr hergestellt wird. Akiza und Crow begegnen auf ihrem Weg Sherry. Sie duellieren sich. Akiza und Crow gewinnen und können Sherry überzeugen, gemeinsam zu kämpfen. Als Nächstes stellt sich Aporia Jack, Leo und Luna in den Weg. Während des Duells verletzen sich Jack und Luna lebensgefährlich, doch Leo opfert sich. Antiker Feendrache erweckt Leo wieder zum Leben. Er bekommt sein eigenes Drachenmal, was ihm hilft, seinen Werkzeugdrachen durch eine Synchrobeschwörung zum Lebensstromdrachen zu verwandeln. Gemeinsam gewinnen Jack, Leo und Luna gegen Aporia, der in die Tiefe stürzt.
Kurze Zeit später erreichen auch Yusei und Vizor den dritten Antrieb der Ark Cradle. Dort offenbart Vizor seine wahre Identität: Er heißt Antinomy und ist ein Gefährte von Z-one. Der Kampf zwischen den beiden beginnt. Im Duell gegen Antinomy gerät Yusei unter Druck durch Antinomys Delta-Schnell-Synchrobeschwörung. Doch er schafft es, Antinomy zu besiegen. Yusei erkennt ihn als Bruno, ihren Freund, an, worüber er sich sehr freut. Er schafft es, Yusei aus dem schwarzen Loch zu befördern, Antinomy stirbt allerdings dabei. Wenig später sind alle wieder vereint und treffen auf Z-one. Nach einem kurzen Dialog trifft auch Aporia, schwer verletzt, ein. Er fordert Z-one zum Duell heraus. Aporia beschwört nach und nach alle Maschinenimperatoren, verliert aber trotzdem gegen Z-one. Es stellt sich heraus, dass Aporia Yusei einen Einblick auf Z-ones Monster gewähren wollte, bevor es zum entscheidenden Kampf kommt. Kurz vor seinem Tod stattet er Yuseis D-Wheel mit neuen Kräften aus; es kann nun fliegen. Alle Auserwählten stärken Yuseis Deck für das Duell gegen Z-one mit ihren Drachenkarten. Nun beginnt das letzte entscheidende Turbo-Duell um die Zukunft von New Domino City. Sowohl Yusei als auch Z-one verlieren Lebenspunkte. Während des Kampfes bricht Z-ones Maske, man erkennt einen gealterten Yusei Fudo. Z-one erzählt seine Geschichte: er ist der Gründer und Anführer von Yliaster und kommt, wie Aporia, Antinomy und Paradox, aus der zerstörten Zukunft. Um diese Zukunft zu bessern, ließ er sich in den legendären Duellanten Yusei Fudo umoperieren. Z-one kämpfte fortan als Yusei mit der Menschheit gegen die Maschinenimperatoren an und galt als Held. Allerdings konnte er nichts gegen die totale Zerstörung der Erde unternehmen; er gab der Synchro-Beschwörung die Schuld. Zurück in der Gegenwart, beschwört Z-one immer mehr Temporale Maschinengötter und drängt Yusei in die Enge. Durch eine Limit-Over-Schnell-Synchrobeschwörung des Quasarschnuppen-Drachen schafft Yusei es aber, das Blatt zu wenden. Yusei verbindet letztendlich die Drachen seiner Freunde mit dem Sternenstaubdrachen und schafft es so, Z-one zu schlagen. Zuletzt opfert sich Z-one, um die Ark Cradle zu vernichten. Yusei und seine Freunde sind gerettet. Yusei kehrt zu seinen Freunden zurück, die ihn mit offenen Armen empfangen.

### Die Zukunft von Team 5D’s
Nach dem Kampf mit Z-one ist in New Domino City endlich Frieden eingekehrt. Yusei setzt die Arbeit seines Vaters am Ener-D-Reaktor fort, Crow arbeitet bei der New Domino City-Polizei, und Akiza lässt sich für eine medizinische Hochschule einschreiben, und Leo und Luna werden von ihren Eltern gebeten, bei ihnen, außerhalb von New Domino City, zu leben. Nach langer Zeit trifft sich Team 5D’s wieder. Jack, der seinen Titel als Duellkönig wiederhaben möchte, fordert Yusei zum Turbo-Duell heraus, welches er auch annimmt. Im Duell kommt es auch zum Zusammenstoß ihrer Hauptdrachen, Sternschnuppendrache und Roter Novadrache. Den entscheidenden Sieg bringt allerdings Yuseis Gerümpelkrieger gegen Rotdrachen-Erzunterweltler (ironischerweise treten diese beiden Monster auch im ersten Opening, „Kizuna“, gegeneinander an, jedoch ohne Ausgang). Yusei gewinnt das Duell. Später setzt Team 5D’s zur letzten Fahrt auf, währenddessen erscheint der Feuerrote Drache und entfernt allen Auserwählten ihre Zeichen. Nun trennen sich die Wege der Freunde, alle in Richtung Zukunft. Hier endet Yu-Gi-Oh! 5D’s.

## Charaktere
| Yusei Fudo 不動 遊星, Fudō Yūsei             | Der erwachsene Hauptcharakter der Serie lebt mit seinen Freunden in den Vororten von New Domino City und stellt zu Beginn der Serie sein D-Wheel aus allen Teilen, die er finden kann zusammen, um von seinem Rivalen Jack Atlas eine Karte zurückfordern zu können, die dieser ihm zwei Jahre zuvor gestohlen hatte. Yuseis Drachenkarte ist der Sternenstaubdrache. Später kann Yusei wegen der Schnell-Synchro (eine Synchrobeschwörung mit einem D-Wheel) Sternschnuppendrache beschwören. |
| Jack Atlas ジャック・アトラス, Jakku Atorasu | Yuseis Rivale und ehemaliger bester Freund, der die Gruppe um Yusei verlassen hat. Er stahl vor zwei Jahren Yuseis beste Karte und sein erstes selbst gebautes D-Wheel und wurde zum Duellkönig in New-Domino City. Jacks Drachenkarte ist der Rotdrachen-Erzunterweltler. Später erhält Jack den Herzensfeuer-Zustand und kann Roter Nova Drache beschwören. |
| Crow Hogan クロウ, Kurou Hōgan               | Crow ist ein Freund von Yusei und Jack aus Satellite. Er handelt ähnlich wie Yusei; jedoch geht er gewagter an bestimmte Situationen ran. Crow hilft den Waisen aus Satellite, wo er nur kann. Nach dem letzten Kampf mit Rex Goodwin wird er zum Auserwählten. Seine Drachenkarte ist der Schwarzgeflügelte Drache. |
| Akiza Izinski 十六夜 アキ, Izayoi Aki        | Akiza ist auch bekannt unter dem Namen „Schwarze Rose“. Sie hat wie Yusei und Jack auch ein Drachenmal. Akiza besitzt telekinetische Kräfte die sie außerhalb der Menschen, als auch als Auserwählte stellt, es scheint eine Form von ESP zu sein. Diese Macht erlaubt ihr, in einem Duell Duell-Monster und Fallenkarten zu realisieren, vergleichbar mit einem Schattenspiel; später verlässt sie sich aber auf ihre eigenen Kräfte. Im Verlauf der Serie zeigt sie mehr Interesse an Yusei. Akizas Drachenkarte ist der Schwarze Rosendrache. |
| Leo & Luna 龍亞 & 龍可, Rua & Ruka           | Leo & Luna sind Zwillingsbruder und -schwester. Nachdem Yusei auf der Flucht vor Trudge einen kleinen Motorradunfall hatte, kümmerten die beiden sich um ihn. Seitdem weichen sie nicht mehr von Yuseis Seite. Leo ist ein hyperaktiver Wirbelwind, während seine Schwester mehr das ruhige Wesen ist. Später stellt sich heraus, dass Luna Duellgeister sehen kann, und dass sie auch eine „Auserwählte“ ist. Lunas Drachenkarte ist der Antike Feendrache. Leos Werkzeugdrache ist die mechanische Form des fünften legendären Drachen. Später erhält er den nun ehemaligen fünften Drachen, Lebensstromdrache. |
| Bruno ブルーノ                               | Bruno besitzt ähnliche technische Begabungen wie Yusei. Er leidet unter Amnesie und zieht deshalb bei Yusei, Jack und Crow ein. Später stellt sich heraus, dass Bruno der mysteriöse Duellant Vizor ist, welcher Yusei die Schnell-Synchro beibringt. Yusei und seine Freunde wissen aber noch nicht, dass die beiden ein und dieselbe Person sind. In Gestalt von Vizor begleitet er Yusei in die Ark Cradle. Am dritten Antrieb der Ark Cradle angekommen, zeigt sich seine wahre Identität: Vizor heißt in Wirklichkeit Antinomy und ist ein von Zone erstellter Androide der ein Abbild des verstorbenen Antinomy darstellen soll. Yusei erkennt in Antinomy aber bis zuletzt Bruno, was ihn erfreut. Nachdem Antinomy Yusei geholfen hatte, stirbt er. |

## D-Wheels
Die Turbo-Duelle in dieser Serie werden auf den so genannten D-Wheels bestritten. Das sind technisch modernisierte Motorräder, die mit Ener-D (Momentum in der japanischen Version) angetrieben werden und mit abnehmbaren Dueldisks ausgestattet sind. Die Helden haben alle ein spezielles D-Wheel, das persönlich auf sie abgestimmt ist. Yusei Fudo hat sein D-Wheel selbst erbaut; die markantesten Farben sind Rot und Weiß; es heißt „Yusei Go“. Jack Atlas besitzt ein weißes D-Wheel, welches den Namen „Phönix-Wirbelwind“ (Wheel of Fortune in der japanischen Version) trägt, das eigentlich Yuseis erstes D-Wheel ist, jedoch von Jack geraubt und verbessert wurde (in der japanischen Version wurde Yuseis erstes D-Wheel später verschrottet, das Wheel of Fortune ist ein anderes Modell). Crow Hogans D-Wheel besitzt zusätzlich ausklappbare Flügel und es heißt „Black Bird“ welches ihm sein Freund Robert Pearson gab. Akiza Izinski besitzt später ebenfalls ein weinrotes D-Wheel, das den Namen „Bloody Kiss“ trägt. Die Zwillinge Leo und Luna besitzen beide eine alternative Form des D-Wheels, nämlich ein rosa und ein blaues Duell-Board.

## Produktion und Veröffentlichung
Die Serie wurde vom Studio Gallop produziert, Regie führt Katsumi Ono. Das Charakterdesign entwarf Shuji Maruyama und die künstlerische Leitung übernimmt Satoshi Shibata. Der 154-teilige Anime wurde vom 2. April 2008 bis 31. März 2011 auf TV Tokyo gezeigt, sowie gleichzeitig auf den zum selben Network (TXN) gehörenden Sendern TV Hokkaido, TV Aichi, TV Osaka, TV Setouchi, TVQ Kyushu. Während der Laufzeit zogen viele weitere regionale Sender nach. Ersetzt wurde die Serie durch Yu-Gi-Oh! Zexal.
Bereits zwei Monate nach Serienstart hat 4Kids Entertainment die Serie lizenziert. Im September 2008 begann die Ausstrahlung durch den US-amerikanischen Sender The CW. Die Serie wurde außerdem ins Koreanische übersetzt.
Die deutsche Ausstrahlung folgte am 25. März 2009 bei RTL II. Im Mai 2010 wurde ab Episode 65 erstmals auf RTL II die unbearbeitete Originalversion gezeigt; zuvor wurde die Serie geschnitten.

### Synchronisation
| Rolle (jp./dt.)              | Japanischer Sprecher (Seiyū) | Deutscher Sprecher |
| ---------------------------- | ---------------------------- | ------------------ |
| Yusei Fudo                   | Yuya Miyashita               | Wanja Gerick       |
| Aki Izayoi/Akiza Izinski     | Ayumi Kinoshita              | Victoria Frenz     |
| Jack Atlas                   | Takanori Hoshino             | Tobias Nath        |
| Luca/Luna                    | Ai Horanai                   | Soraya Richter     |
| Lua/Leo                      | Yuka Terasaki                | Luisa Wietzorek    |
| Crow Hogan                   | Shintaro Asanuma             | Dirk Petrick       |
| Bruno                        | Hiroki Tanaka                | Jan Makino         |
| Sherry LeBlanc               | Erika Nakagawa               | Katja Strobel      |
| Tetsu Ushio/Tetsu Trudge     | Kōji Ochiai                  | Olaf Reichmann     |
| Carly Nagisa/Carly Carmine   | Li Mei Chan                  | Yvonne Greitzke    |
| Kyosuke Kiryu/Kalin Kessler  | Yuki Ono                     | Tommy Morgenstern  |
| Lucciano/Lester              | Hitomi Yoshida               | Hannes Maurer      |
| José/Jakob                   | Takayuki Sugō                | Michael Bauer      |
| Rudger Goodwin/Roman Goodwin | Tore Take                    | André Beyer        |
| Rex Goodwin                  | Shinya Kote                  | Felix Spieß        |
| Yeager/Lazar                 | Tetsuya Yanagihara           | Gerald Schaale     |
| Akutsu/Zigzix                | Kouichirou Yuzawa            | Santiago Ziesmer   |
| Blitz/Nervin                 | Takahiro Hirano              | Dirk Stollberg     |
| Taka/Tank                    | Tomohiro Oomura              | Martin Kautz       |
| Nerve/Blitz                  | Kensuke Fujita               | Hendrik Martz      |
| Rally Dawson                 | Mika Itou                    | Amadeus Strobl     |
| Mikage Sagiri/Mina Simington | Aiko Souhashi                | Jill Schulz        |
| Misty Lola/Misty Tredwell    | Junko Minagawa               | Nadine Pasta       |
| Z-one                        | Hideo Ishikawa               |                    |

### Musik
Die Musik der Serie wurde geschaffen von Yutaka Minobe und dem Wall 5 Project. Die Vorspanntitel sind Kizuna von Kra, LAST TRAIN – Atarashii Asa - von Knotlamp, FREEDOM von La-Vie, BELIEVE IN NEXUS von Masaaki Endō und Road to Tomorrow ~Going My Way!!~ von Masaaki Endō. Die Abspannlieder sind START von Masataka Nakagauchi, CROSS GAME von Alice Nine, -OZONE- von Vistlip, Close to you von ALvino ～Alchemy vision normal～ und Future Colors von Plastic Tree.
Die Hintergrundlieder sind You Say ~Ashita e~ von La-Vie, Clear Mind und Yakusoku no melody von Masaaki Endō.
Die Episoden 1 bis 64 in Deutschland basieren auf der 4Kids-Version, dort wird eine deutschsprachige Version des Liedes Hyperdrive verwendet.
Außerdem wurde die Hintergrundmusik auf drei Soundtracks verteilt, die die Namen Sound Duel 1–3 tragen.

### Manga
In Japan erschien seit dem 21. August 2009 bei Shūeisha im Magazin V Jump eine Manga-Version zu 5D's, jedoch mit einer anderen Handlung als im Anime. Der Manga wurde von Masashi Satō gezeichnet und endete am 21. Januar 2015 mit der Veröffentlichung des Kapitel 66. Die Serie umfasst 9 Bände. Band 9 beinhaltet zwei Bonuskapitel, somit kommt der Manga auf insgesamt 68 Kapitel.

### Änderungen durch 4kids
Wie schon in den vorhergehenden Serien passte 4kids Entertainment die Serie für ein jüngeres Publikum an, um sie im Cartoonblock The CW4Kids des Fernsehsenders The CW auszustrahlen. Im Zuge dieser Veränderungen wurden vor allem Grafiken wie das Logo, aber auch animierte wie die Lebenspunktezähler, sowie vereinzelt Motive der zu sehenden Spielkarten ausgetauscht, zudem wurden eigenproduzierte Szenen eingefügt, die bestimmte Karten erklären.

## Videospiele
Nintendo-Wii-Spiele:
- Yu-Gi-Oh! 5D's Wheelie Breaker (2009)
- Yu-Gi-Oh! 5D's Master of the Cards (/Duel Transer) (2010)

Xbox-360-Spiele:
- Yu-Gi-Oh! 5D's Decade Duels (XBox Live) (2010)

PlayStation-Portable-Spiele:
- Yu-Gi-Oh! 5D's Tag Force 4 (2009)
- Yu-Gi-Oh! 5D's Tag Force 5 (2010)
- Yu-Gi-Oh! 5D's Tag Force 6 (2011, nur Japan)

Nintendo-DS-Spiele:
- Yu-Gi-Oh! 5D's World Championship 2009: Stardust Accelerator
- Yu-Gi-Oh! 5D's World Championship 2010: Reverse of Arcadia
- Yu-Gi-Oh! 5D's World Championship 2011: Over the Nexus